# Юрій (Їржі) Вовк
Юрій Вовк, у чехії як Їржі Вовк (чеськ. Jiří Wowk), справжнє ім'я Георгій Володимирович Волков (21 березня 1899, Київ (Російська імперія, сьогодні Україна) — 14 листопада 1961, Прага) — український та чеський художник та ілюстратор пригодницьких книжок.

## Життєпис

### Молодість
Юрій народився в Києві 21 березня 1899 року. Його предки, включаючи діда, відомого етнографа та антрополога Федора (Хведора) Вовка, мали прізвище Вовк. Батько Георгія-Юрія, син відомого антрополога Федора Вовка від першого шлюбу з Христиною Васневською (1872—1876 рр.), дочкою рідної сестри історика Антоновича Евеліни Боніфатіївни, був записаний як Володимир Федорович Волков. Батько Юрія керував маєтком і цукроварнею відомого українського мецената Василя Федоровича Симиренка у селі Сидорівка, Канівського повіту на Київщині. Був державним чиновником. Мати Георгія-Юрія — Анна Прокопівна.
Юрій учився у художній студії Києва, потім в Українській академії мистецтв (1917—1919).
1920 року Георгій Володимирович Волков — пізніше Їржі Вовк — покинув Київ як урядовець УНР. Після роботи в посольстві в Римі він не повернувся на батьківщину, яка була окупована Радянською Росією та увійшла Радянського Союзу. Він приватно вивчав живопис в Італії у професора Шилінга. У жовтні 1922 р. прибув до Чехословаччини.

### У Чехословаччині
У Чехословаччині він використовував ім'я Їржі Вовк. Тут він жив з так званим нансенівським паспортом; його було відібрано під час протекторату та замінено на паспорт для іноземців. Лише 1952 року він отримав чехословацьке громадянство.
Чотири семестри (1923—1925) Юрій учився на філософському факультеті Карлового університету та в Українській студії пластичного мистецтва (1924—1927), де викладачем графіки у нього був професор Роберт Лісовський. В цей період Юрій був учасником культурно-мистецької виставки таборів інтернованих УГА в м. Йозефов (Чехія, 1923); експонувався на збірних виставках у Львові, Празі, Парижі, містах США. 1925 року він записався в живописну майстерню Сергія Мако (1885—1953). Мако, російський емігрант, емігрував до Чехословаччини з Парижа; у Празі він заснував Українську Академію Пластичного Мистецтва, офіційно названу Українською Студією Пластичного Мистецтва, де викладав. Вовк належав до групи слов'янських живописців Скіфи (Скіти), яку Мако заснував 1929 року. Група виставлялася в 1930 році в Інституті Деніса в Празі. «Rozpravy Aventina», які приділили детальну увагу виставці, охарактеризували творчість Вовка лише словами: «Українець Ю. Вовк змушує себе до дивацтв». Народна газета лише відзначила участь Вовка у виставці.
У 1932—1949-у роках співпрацював з празькими видавництвами, передусім із видавцями Шольцом-Шимачеком та Й. Р. Вілімеком.
У 1943 році до Праги прибула Олександра Реммельмаєр, друга дружина діда Хведора Вовка, разом із дітьми: сином Юрієм та донькою Галиною. На той час Іржі Вовк був відомим ілюстратором дитячої літератури, і він зміг надати допомогу своїм родичам.
До кінця Другої світової війни Вовк був одним із найзайнятіших ілюстраторів. Починаючи з 1945 року, коли в країні перебували радянські війська, художник намагався переховуватися, змінюючи місця проживання у південно-західних районах Словаччини. Після комуністичного перевороту 1948 року загроза зросла, тому він змушений був заробляти на життя випадковими роботами та приватними уроками мови.
У період з 1953 по 1960 рік жив у різних містах Словаччини, працюючи ілюстратором у Словацькому видавництві художньої літератури та українському журналі «Дружно вперед».

### Особисте життя
Під час навчання він познайомився з Міленою Гладіковою-Узелац (1887—1976), матір'ю двох синів, один з яких став композитором і диригентом Мілівоєм Узелацем (1919—1988). Хоча шлюб, запланований на 1925 рік, не відбувся, Юрій Вовк жив з Міленою Гладіковою і брав участь у вихованні її синів (у празькому довіднику 1938—1939 років вони обидва вказані за однією адресою — Ретєзова, 2).

### Смерть
Помер у Празі та похований на Ольшанському цвинтарі в Празі (частина 2об, секція 18, могила № 389). З 2017 року могилою опікується Товариство «Українська ініціатива в Чеській Республіці».

## Правопис прізвища
Юрій Вовк не назвав своє справжнє прізвище Волков чехословацькій владі. Форма прізвища, яка використовувалася в Чехословаччині, коливалася між Vovk (у Празькому довіднику 1937—1938 рр. воно значиться як Vovk Jurij, akad. mal.,I Řetězová 2) та Wowk (саме так ім'я вказано в відбиток більшості ілюстрованих ним книг). Так само перше ім'я подається у формі Yurij та Jiří.

## Походження
|  |                                                |  |  |  |  |  |  |  |  |  |  |  |  |  |  |  |
|  | 8. Кіндрат Матвійович Вовк                     |  |  |  |  |  |  |  |  |  |  |  |  |  |  |  |
|  |                                                |  |  |  |  |  |  |  |  |  |  |  |  |  |  |  |
|  |                                                |  |  |  |  |  |  |  |  |  |  |  |  |  |  |  |
|  | 4. Вовк Федір Кіндратович                      |  |  |  |  |  |  |  |  |  |  |  |  |  |  |  |
|  |                                                |  |  |  |  |  |  |  |  |  |  |  |  |  |  |  |
|  |                                                |  |  |  |  |  |  |  |  |  |  |  |  |  |  |  |
|  | 9. Ганна Федорівна Арістова                    |  |  |  |  |  |  |  |  |  |  |  |  |  |  |  |
|  |                                                |  |  |  |  |  |  |  |  |  |  |  |  |  |  |  |
|  |                                                |  |  |  |  |  |  |  |  |  |  |  |  |  |  |  |
|  | 2. Володимир Федорович Волков                  |  |  |  |  |  |  |  |  |  |  |  |  |  |  |  |
|  |                                                |  |  |  |  |  |  |  |  |  |  |  |  |  |  |  |
|  |                                                |  |  |  |  |  |  |  |  |  |  |  |  |  |  |  |
|  | 10. Іван Васнєвський                           |  |  |  |  |  |  |  |  |  |  |  |  |  |  |  |
|  |                                                |  |  |  |  |  |  |  |  |  |  |  |  |  |  |  |
|  |                                                |  |  |  |  |  |  |  |  |  |  |  |  |  |  |  |
|  | 5. Христина Іванівна Васнєвська                |  |  |  |  |  |  |  |  |  |  |  |  |  |  |  |
|  |                                                |  |  |  |  |  |  |  |  |  |  |  |  |  |  |  |
|  |                                                |  |  |  |  |  |  |  |  |  |  |  |  |  |  |  |
|  | 22. Боніфацій-Генріх Антонович                 |  |  |  |  |  |  |  |  |  |  |  |  |  |  |  |
|  |                                                |  |  |  |  |  |  |  |  |  |  |  |  |  |  |  |
|  |                                                |  |  |  |  |  |  |  |  |  |  |  |  |  |  |  |
|  | 11. Евеліна Боніфатівна Васнєвська (Антонович) |  |  |  |  |  |  |  |  |  |  |  |  |  |  |  |
|  |                                                |  |  |  |  |  |  |  |  |  |  |  |  |  |  |  |
|  |                                                |  |  |  |  |  |  |  |  |  |  |  |  |  |  |  |
|  | 23. Моніка Горська                             |  |  |  |  |  |  |  |  |  |  |  |  |  |  |  |
|  |                                                |  |  |  |  |  |  |  |  |  |  |  |  |  |  |  |
|  |                                                |  |  |  |  |  |  |  |  |  |  |  |  |  |  |  |
|  | 1. Юрій (Їржі) Вовк                            |  |  |  |  |  |  |  |  |  |  |  |  |  |  |  |
|  |                                                |  |  |  |  |  |  |  |  |  |  |  |  |  |  |  |
|  |                                                |  |  |  |  |  |  |  |  |  |  |  |  |  |  |  |
|  | 3. Анна Прокопівна Волкова                     |  |  |  |  |  |  |  |  |  |  |  |  |  |  |  |
|  |                                                |  |  |  |  |  |  |  |  |  |  |  |  |  |  |  |
|  |                                                |  |  |  |  |  |  |  |  |  |  |  |  |  |  |  |

## Юрій Вовк і герметизм
Джерела, що стосуються герметизму, стверджують, що Юрій Вовк був членом асоціації чеських герметиків «Universalia», іншими членами якої були, наприклад, Фелікс Ахіле де ла Камара та Їржі Арвед Сміховський. Серед членів «Universalia» Франтішек Кабелак був серед його найближчих друзів. Для Камара Юрій проілюстрував книгу «Королівські насолоди Ісіди».

## Робота
Першою книгою, яку Юрій Вовк проілюстрував (під назвою Юрій Вовк) до приїзду до Чехословаччини, були українські казки (Ukrainische Volksmärchen), видані німецькою мовою 1921 року у Відні.
Здобув визнання як книжковий ілюстратор, портретист. Працював у техніці пастелі, вуглем і кольоровими олівцями. Автор знака видавництва МихайлаТаранька у Львові (1925). Оформлював книжки для видавництв «Світ дитини», «Чайка» (Львів); ілюстрував поетичні збірки Василя Хмелюка «Гін» (1926), «Осіннє сонце» (1928), прозу І. Франка, А. Кащенка, Б. Лепкого, праці А. Животка та ін. Твори зберігаються в Свидницькому музеї української культури (Словаччина), Музеї національної писемности та Слов'янській бібліотеці Національної бібліотеки Чеської Республіки (Прага), а також у приватних колекціях.
Наведений нижче список ілюстрацій до книжок, виданих у Чехословаччині, є неповним.

### Ілюстрації, видані за життя автора
- Ukrainische Volksmärchen. Ubertragen und erzahlt von Lotte Heller und Nadija Surowzowa. Wien, Rikola Verlag, 1921.
- D'Artagnan contra Cyrano de Bergerac. Díl III, Tajemství Bastilly (Autoři Paul Féval syn a M. Lassez, přeložil Ota Milevský, V Praze, Šolc a Šimáček, 1929)
- Paměti hraběte d'Artagnana, kapitána-lieutenanta první setniny královských mušketýrů (sepsal Gatien Courtils de Sandras, kapitán pluku de Champagne ; s úvodem a poznámkami Fernanda Dagrona ; přeložil A. C. Acharat, V Praze, Šolc a Šimáček, 1930)
- Marobud (román z doby Markomanů v Čechách, autor Adolf Velhartický, V Praze, Šolc a Šimáček, 1930)
- Katvalda (román z doby Markomanů v Čechách, autor Adolf Velhartický, V Praze, Šolc a Šimáček, 1931)
- Modrý démon (dobrodružný román, autor André Armandy, přeložil A.C. Acharat, Praha, Šolc a Šimáček, 1931-32)
- Malý lord (Fauntleroy) (autor Frances Hodgson Burnettová, Praha, Šolc a Šimáček, 1933)
- Nalezenec v oceáně (námořnické povídky, autor K.M. Stanjukovič, překlad G. Akimov, V Praze, Rebcovo nakladatelství, 1934)
- Nobody — 1. Princ z neznáma, 2. Pán země (autor Robert Kraft, přeložil Karel Čvančara, V Praze, Toužimský a Moravec, 1935)
- Hvízdavý Dan (román z cyklu Nezkrotní, autor Max Brand, přeložil W.F. Waller, V Praze, Toužimský a Moravec, 1936)
- Na jih od Rio Grande (román, autor Max Brand, přeložil A. Kyzlink, V Praze, Toužimský a Moravec, 1937)
- Noční jezdec (román z cyklu Nezkrotní, autor Max Brand, přeložil W.F. Waller, V Praze, Toužimský a Moravec, 1937)
- Sedmý muž (autor Max Brand, přeložil W.F. Waller, V Praze, Toužimský a Moravec, 1937)
- Tarzan — 11 dílů, (autor Edgar Rice Burroughs, přeložili Zdeněk Matěj Kuděj, J. J. Svoboda a Vl. Vorel, Praha, Toužimský a Moravec, 1937—1939)
- Usměvavý Charlie (román, autor Max Brand přeložil Josef Vorel, V Praze, Toužimský a Moravec, 1937)
- Veselý Jack (román, autor Max Brand, přeložil Josef Vorel, V Praze, Toužimský a Moravec, 1937)
- Postrach Arkansasu (autor Max Brand, přeložil Frant. Heller, V Praze, Toužimský a Moravec, 1938)
- Smečka Haverilů — Pevnost Morganů, Laredo Kid (autor Gregory Jackson, přeložil Josef Vorel, Praha, Toužimský a Moravec, 1938)
- Zálesák (za zlatem do země Apachů, autor Gabriel Ferry, přeložil Karel Čvančara, Praha, Toužimský a Moravec, 1938)
- Biggles — Biggles ve Španělsku, Biggles letí kolem světa, Biggles a zlaté dublony, Biggles a Himalája, Biggles letí na jih (autor William Earl Johns, přeložili J. J. Svoboda, A. Kyzink, Praha, Toužimský a Moravec, 1939—1940)
- Princ z Miramare (tisíc dnů Maxmilianova císařství v Mexiku, román z cyklu Mexický císař, autor František Josef Čečetka, Praha, Toužimský a Moravec, 1939)
- Srdcová sedma (autor Max Brand, přeložila A. Čermáková, Praha, Toužimský a Moravec, 1940)
- U Veliké řeky (dobrodružství dávných lovců na Vltavě, autor Eduard Štorch, Praha, Toužimský a Moravec, 1940)
- Zastavený příval (list z počátků našich dějin, autor Eduard Štorch, Praha, Toužimský a Moravec, 1940)
- Železný oř (autor Max Brand, přeložil F.J. Khodl, Praha, Toužimský a Moravec, 1940)
- Tenká jako skořepina (Román o útoku na zeměkouli, autor Rudolf Heinrich Daumann, přeložil Franta Štěpánek, Praha, Toužimský a Moravec, 1940)
- Nebezpečí z vesmíru (technický román, autor Rudolf Heinrich Daumann, přeložil Ing. F. Štěpánek, Praha, Toužimský a Moravec, 1941)
- Útok na slunce (román, autor Rudolf Heinrich Daumann, přeložil Ing. F. Štěpánek, Praha, Toužimský a Moravec, 1941)
- Ponurý ranč (román, autor Max Brand, přeložil J.J. Svoboda, Praha, Toužimský a Moravec, 1941)
- Japonské pohádky (autor Barbora Markéta Eliášová, V Praze, Rebcovo nakladatelství, 1943)
- Královské potěšení Isis (nejstarší báje lidstva, autor Felix Achille de la Cámara, Červený Kostelec, Doležalovo nakladatelství, 1943)
- Tichomořští žraloci (dobrodružný román, autor Willibald Yöring, Budějovice, Společenská knihtiskárna, 1943)
- Tygr za polárním kruhem (humoristický román, autor Vítězslav Šmejc, Praha, Šolc a Šimáček, 1946)
- Kapitán Nemo. Nemova říše (autor J. M. Troska, Praha, Karel Červenka, 1947)
- Prázdniny ve hvězdách (román devíti dětí a jednoho psa/vědeckofantastický román pro chlapce do 15 let, autor Marie Grubhoferová, Praha, Alois Hynek, 1947)
- Přistání zakázáno (osud lodi opuštěné kapitánem, autor Vojmír Šimonek, Praha, Toužimský a Moravec, 1948)
- Про морського царя й його дочок. Народна казка. Київ-Відень-Львів, Чайка, 1924.
- Покотигорошок. Оповідання для молоді. Вінніпег, Видання Українського голосу, 1946.

### Посмертні видання
(книги того самого автора та того самого видавництва, видані в тому самому році або в тісній послідовності, перераховані на загальній лінії)
- Biggles — Biggles a zlaté dublony, Biggles letí na sever, Biggles na stopě, Biggles ve Španělsku, Biggles letí na jih (autor William Earl Johns, přel. J. J. Svoboda, Praha, Gennex –: Toužimský a Moravec, 1990, 1993 a 1994)
- D'Artagnan kontra Cyrano de Bergerac. Díl I—II, Tajemný rytíř, Královnina muka, Díl III—IV, Tajemství Bastily, Buckinghamovo dědictví (autor Paul Féval syn a M. Lassez, přeložil Ota Milevský, Praha, Ivo Železný, 1991—1992)
- Malý lord (autor Frances Hodgson Burnettová, zpracoval a upravil Jindřich Kašák, Praha, Kosík, 1991 a Road, 1991, úprava Jana Pacnerová)
- Prázdniny ve hvězdách (román devíti dětí a jednoho psa/vědeckofantastický román pro chlapce do 15 let, autor Marie Grubhoferová, Praha, Road, 1991)
- Přítel mraků — českoslovenští stíhači ve Velké Británii (autor František Fajtl, Praha, Toužimský a Moravec, 1991)
- Tarzan — sv. 4 Tarzanův syn, sv. 5 Tarzan a poklad Oparu (autor Edgar Rice Burroughs, Praha, Magnet-Press 1991)
- Křídla nad pouští (Příběhy stíhacích letců v Libyjské poušti, autor Václav Kubec, Praha, Toužimský a Moravec, 1992)
- Nobody — Tajemný muž, Pán pouště, Ostrov smrti, Záhada serailu, Vyznavač ohně, Indian Bill, Dračí jezero, Ukradená Niagara, Ďábelský dvojník, Kaňon duchů, Lovci diamantů (autor Robert Kraft, Praha: Ostrov, 1992—1995)
- Tři mušketýři — Některá dobrodružství ze života a činů pěšáků Terence Mulvaneyho, Stanleyho Ortherise a Johna Learoyda (autor Rudyard Kipling, překlad Viktora Beneše upravila Zlata Kufnerová, Praha, Toužimský a Moravec, 1992)
- Na jih od Rio Grande (autor Max Brand, přel. A. Kyzlink, Praha, Toužimský a Moravec, 1993)
- Železný oř (autor Max Brand, přel. F. J. Khodl, Praha, Toužimský a Moravec, 1993)
- Nobody — Princ z neznáma, Pán země, Ukradená Niagara, Nobody stíhá Nobodyho, Indián Bill (autor Robert Kraft, přeložil Karel Čvančara ; jazyková úprava Petr Dorňák, Brno, Návrat, 1994)
- Noční jezdec (nezkrotní) (autor Max Brand, jazyková úprava A. Součková-Poková, Praha, Toužimský a Moravec, 1994)
- Sedmý muž (autor Max Brand, jazyková úprava Alena Součková-Poková, Praha, Toužimský a Moravec, 1994)
- Jeff od Putující řeky (autor Jackson Gregory, přeložil Josef Vorel, Brno, Návrat, 1995)
- Posel z nebes — příběhy statečných mužů (povídky: Posel z nebes, autor Jiří Medula, Jsem námořník, autor Frank Laskier, Třetí fronta, autor Jaroslav Langr, Operace Hemingway, autor Allan A. Michie; ilustrovali Zdeněk Burian, Bohumil Konečný a Jiří Wowk, Praha, Toužimský a Moravec, 1995)
- Postrach Arkansasu, Příjemný Jim, Veselý Jack, Zpívající pistole (autor Max Brand, Praha, Toužimský a Moravec, 1995)
- Kamenná tvář, Usměvavý Charlie (autor Max Brand, Praha, Toužimský a Moravec, 1996)
- Peklo v ráji (autor J. M. Troska, Praha, Leprez, 1997)
- Srdcová sedma (autor Max Brand, Praha, Toužimský a Moravec, 1997)
- Zálesák — za zlatem do země Apačů (autor Gabriel Ferry, Praha, Toužimský a Moravec, 1997)
- Bělouš prérie (autor Gabriel Ferry, Praha, Toužimský a Moravec, 1998)
- Hvízdavý Dan, Noční jezdec, Příjemný Jim, Rudý Jestřáb, Sedmý muž (autor Max Brand, Brno, Návrat, 1998)
- Zlatý roh (autor Max Brand, jazyková úprava Jiří Hromádko, Praha, Toužimský a Moravec, 1998)
- Modrá sojka, Na jih od Rio Grande, Srdcová sedma, Šest stop, pět, Veselý Jack, Železný oř (autor Max Brand, Brno, Návrat, 1999)
- Muž proti muži, Šest stop pět (autor J. Gregory, jazyková úprava dle původního vydání Alena Novotná, Praha, Toužimský a Moravec, 1999)
- Pistole míru (autor J. M. Troska, Praha, Toužimský & Moravec, 2005)
- Nezkrotní — 1. Hvízdavý Dan, 2. Noční jezdec, 3. Sedmý muž, 4. Dcera Dana Barryho (Autor Max Brand, přeložil W.F. Waller, Praha, Toužimský & Moravec, 2015)

### Зовнішні посилання
- База даних ілюстраторів дитячої літератури: Jiří Wowk
- Jiří Wowk в інформаційній системі abART